# Échelles et effets de doses de radiation
Pour un article plus général, voir Radioprotection.
 (janvier 2015).
Améliorez-le ou discutez des points à vérifier. 
 (août 2024).
Échelles et effets de doses de radiation donne une échelle des doses de radiation reçues dans divers contextes (examen médical, travail, bruit de fond naturel, accident et explosion nucléaire) et leurs effets sur la santé humaine.

## Échelles de doses reçues
| Dose (mSv)             | Contexte |
| ---------------------- | --- |
| 0,012                  | Dose reçue en une heure à 1 mètre d’un patient injecté de 30 mCi de Tc99m (Dose d’une ventriculographie isotopique)                              |
| 0,017                  | Dose reçue en une heure à 10 centimètres d’une seringue non blindée de 1 mCi de soufre colloïdal (Dose d’une recherche de ganglion sentinelle)   |
| 0,0146                 | Dose de rayons cosmiques reçue lors d’un vol aller-retour Montréal/Vancouver                                                                     |
| 0,113                  | Dose d’une mammographie |
| 0,134                  | Dose efficace totale reçue par un patient injecté de 1 mCi de SC-Tc99m (Dose d’une recherche de ganglion sentinelle)                             |
| 1                      | Limite de dose annuelle artificielle pour le public en France                                                                                    |
| 1                      | Limite de dose annuelle artificielle pour le public au Canada                                                                                    |
| 1.8                    | Dose moyenne annuelle provenant du bruit de fond naturel au Canada                                                                               |
| 2,64                   | Dose moyenne annuelle provenant du bruit de fond naturel en France                                                                               |
| 3,84                   | Dose moyenne annuelle reçue par le public provenant du bruit de fond naturel et artificiel (médecine, industrie, essais nucléaires...) en France |
| 6                      | Limite de dose annuelle artificielle pour un travailleur du nucléaire en catégorie B en France                                                   |
| 9,6                    | Dose d’un CT-scan abdominal axial. |
| 11,4                   | Dose annuelle moyenne d’un ingénieur en médecine nucléaire au Canada                                                                             |
| 15                     | Limite de dose annuelle artificielle pour le public aux États-Unis                                                                               |
| 16,3                   | Dose efficace totale reçue par un patient injecté de 30 mCi de MDP-Tc99m (Dose d’une scintigraphie osseuse)                                      |
| 18                     | Dose moyenne annuelle provenant du bruit de fond naturel au Vatican et à Denver                                                                  |
| 20                     | Limite de dose annuelle artificielle pour un travailleur du nucléaire en catégorie A en France                                                   |
| 110                    | Dose moyenne annuelle d’un mineur d’uranium |
| 114                    | Dose efficace totale reçue par un patient injecté de 30 mCi de Tc99m (Dose d’une ventriculographie isotopique)                                   |
| 129,6                  | Dose efficace totale reçue par un patient injecté de 8 mCi de Ga67 (Dose d’une scintitomographie au gallium)                                     |
| 200                    | Dose accumulée nécessaire pour augmenter de 1 % les chances de développer un cancer mortel selon l’hypothèse linéaire                            |
| 450                    | Dose moyenne reçue par les 30 000 personnes habitant à proximité du réacteur de Tchernobyl lors de l’accident en 1986.                           |
| 1 200[réf. nécessaire] | Dose moyenne reçue par les survivants d’Hiroshima et de Nagasaki qui se trouvaient dans un rayon de 10 km d’une des deux explosions              |

## Effets déterministes associés à diverses doses
| Dose (mSv)    | Effets observés (pour une dose aiguë) |
| ------------- | --- |
| 50            | Dose seuil pour l’apparition de malformations chez l'embryon |
| 250           | Diminution transitoire des globules blancs et rouges |
| 500           | Dose aux gonades causant une stérilité temporaire |
| 1 000         | Nausée, vomissement, perte de cheveux DL50 (dose létale pour 50 %) des embryons exposés une semaine post conception                                                                                          |
| 1 500         | DL50 des embryons exposés cinq à sept semaines post conception |
| 3 000         | DL50 des embryons ou fœtus exposés 21 semaines ou plus post conception |
| 3 000 à 5 000 | Syndrome hématopoïétique : hémorragie et infection Dose seuil à la peau pour l’apparition d’effets (érythème, desquamation sèche) Dose aux ovaires causant une stérilité permanente (testicules : + de 5 Sv) |
| 5 000         | DL50 des personnes exposées Ulcération intestinale Anémie aplasique |
| 10 000        | DL100 (dose létale pour 100 %) des personnes exposées Syndrome gastro-intestinal : perte liquidienne, diarrhée sévère et mort dans les jours qui suivent Fibrose pulmonaire                                  |
| 30 000        | Syndrome cérébro-vasculaire : convulsion, apathie, mort dans les heures qui suivent |